# برج الرمان
برج الرمان قرية سوريّة تتبع إداريّاً لمحافظة حلب منطقة السفيرة ناحية مركز السفيرة، بلغ تعداد سكانها 718 نسمة حسب التعداد السكاني لعام 2004.